# 上倉万奈
上倉万奈（かみくら　まな、1984年4月16日 - ）は、日本を拠点に活動するモデル。
現在は、小宮山知紗（こみやま　ちさ）名義で、フリーアナウンサーとして活動している。

## 経歴
- 長野県出身。
- 長野県屋代高等学校を卒業後、2004年明治学院大学文学部英文学科入学。2011現在は慶応義塾大学文学部通信課程在学中。
- 幼少からピアノ講師である母の影響でピアノを始める。全国コンクールに出場した経験も持つ。
- 中高では吹奏楽部に所属し、オーボエを担当。
- 高校では生徒会副会長も務める。
- 大学入学を機に上京。同時に、雑誌の読者モデルなどを経験する。
- 2004年、ミス明治学院コンテスト ミス資生堂賞。
- 2005年、ミスユニバースジャパンセミファイナリスト。同大会の優勝者は知花くらら。
- その後、ファッションショーを中心に芸能活動を行い、現在に至る。
- 2009年に芸名を花音から上倉万奈に変更した。
- 2010年からDJ LOVE名義で本格的にDJ活動を開始する。
- 2011年CLIFF EDGEのLOVE LOVE FEVERリミックスにコーラス参加。
- 2011年にDJ名をDJ MANA KAMIKURAに変更した。
- 2012年に4月からFM長野でラジオパーソナリティを担当。
- 2012年に4月ダンス＆ヴォーカルグループ「ZOOK」のメンバーに参加。
- 2012年にZOOKが5月長野JFLチーム「パルセーロ」の応援歌を担当。

## 人物
- 趣味：フラダンス、DJ
- 特技：ピアノ、箏、オーボエ、ファゴット、オーラが見えること
- トイプードルの愛犬「ちゃま」を飼っており、度々ブログにも登場している。
- DJ MANA KAMIKURA名義でDJ活動もしている。

## 出演

### ラジオ番組
- 上倉万奈の幸せにな〜ぁれ! (FM長野、2012年4月〜　毎週日曜日13:55〜)

### テレビ番組
- エンタの味方!（TBSテレビ、2007年4月）
- オンナは恋から（テレビ信州、2010年8月） - レギュラー出演
- 里山で遊ぶ 飯縄大探検（長野朝日放送、2010年10月） - リポーター

### テレビCM
- 雪国もやし（2006年12月～2008年3月）
- ほけんの窓口(長野県限定)（2011年12月〜）

### 映画
- なくもんか（2009年）

### 舞台
- 東京俳優市場（2009年）

### PV
- 浜崎あゆみ「Beautiful　Fighters」（2006年）〔BLUE BIRD (浜崎あゆみの曲) を参照〕

### 雑誌
- CanCam、Ray、JJ、S Cawaii!、Cawaii!、BLENDA、ヘアカタログなどの読者モデル

### コンテスト
- ミスユニバース2006　セミファイナリスト

### ショー
- ムラサキスポーツ水着ショーモデル（2007年）
- Venus Collection（2008年）
- その他ブライダル、ヘアショーモデル